# Юніс Сум
Юніс Джепкоеч Сум (англ. Eunice Jepkoech Sum; нар. 10 квітня 1988) — кенійська легкоатлетка, яка спеціалізувалася на бігу на середні дистанції.
Двоюрідний брат — Алфред Кірва Єго (нар. 1986) — чемпіон світу з бігу на 800 метрів (2007).

## Спортивні досягнення
Учасниця олімпійських змагань з бігу на 800 метрів (2016, 2021) та 1500 метрів (2012), на жодному з яких потрапити до фінального забігу не вдалось.
Чемпіонка світу з бігу на 800 метрів (2013). Бронзова призерка чемпіонату світу з бігу на 800 метрів (2015). Фіналістка (5-е місце) чемпіонату світу з бігу на 800 метрів (2019).
Триразова чемпіонка Діамантової ліги з бігу на 800 метрів (2013, 2014, 2015).
Срібна призерка Світових естафет з естафетного бігу 4×800 метрів (2014).
Переможниця Континентального кубку з бігу на 800 метрів (2014).
Чемпіонка Африки з бігу на 800 метрів (2014). Срібна призерка чемпіонату Африки з бігу на 800 метрів (2012).
Чемпіонка Ігор Співдружності з бігу на 800 метрів (2014).
Чемпіонка Кенії з бігу на 800 метрів (2012, 2014).
Рекордсменка Африки з естафетного бігу 4×800 метрів — 8.04,28 (2014).

## Визнання
- Спортсменка року в Кенії (2014)